# Diplostix ruthae
Diplostix ruthae är en skalbaggsart som beskrevs av Yves Gomy och Vienna 2004. Diplostix ruthae ingår i släktet Diplostix och familjen stumpbaggar. Inga underarter finns listade i Catalogue of Life.